# Raúl Magaña
Raúl Alfredo Magaña Monzón, né le 24 février 1940 à Santa Ana au Salvador et mort le 30 septembre 2009 à San Salvador, est un footballeur international salvadorien, qui évoluait au poste de gardien de but, avant de devenir ensuite entraîneur.

## Biographie

### Carrière de joueur

#### Carrière en club
Raúl Magaña joue dans trois pays différents : le Salvador, le Guatemala et le Canada.
Il remporte cinq titres de champion du Salvador : deux avec le Club Deportivo FAS, deux avec l'Atlético Marte, et enfin un avec l'Alianza Fútbol Club.
Il remporte également un titre de champion du Guatemala avec le CSD Municipal.

#### Carrière en sélection
Avec l'équipe du Salvador, il joue entre 1961 et 1970. 
Il figure dans le groupe des sélectionnés lors de la Coupe du monde de 1970. Lors du mondial organisé au Mexique, il joue trois matchs : contre la Belgique, le Mexique, et enfin l'Union soviétique.

### Carrière d'entraîneur
À quatre reprises, il officie comme sélectionneur de l'équipe du Salvador.

## Palmarès
| FAS - Championnat du Salvador (2) : - Champion : 1961-62 et 1962-63. - Vice-champion : 1958-59 et 1960-61. |  | CSD Municipal - Championnat du Guatemala (1) : - Champion : 1963-64. |

| Alianza - Championnat du Salvador (1) : - Champion : 1965-66. - Vice-champion : 1975. |  | Atlético Marte - Championnat du Salvador (2) : - Champion : 1968-69 et 1970. |